# China Oriental
A China Oriental (chinês tradicional: 華東, chinês simplificado: 华东, pinyin: Huádōng, lit. ‘Huaxia-east’) é uma região geográfica e cultural vagamente definida que cobre a área costeira oriental da China.
Foi um conceito abolido em 1978, para fins econômicos a região foi definida de 1949 a 1961 pelo governo central chinês para incluir as províncias de (em ordem alfabética) Anhui, Fuquiém, Jiangsu, Xantum e Chequião, bem como o município de Xangai. Em 1961, a província de Jiangxi foi adicionada à região (anteriormente era considerada parte do centro-sul da China).
Como o governo chinês reivindica Taiwan e as poucas ilhas periféricas de Fujian ( Kinmen e Matsu) governadas pela República da China (governo taiwanês) como seu território, a reivindicada " Província de Taiwan, República Popular da China " já foi classificada nesta região.

## Divisões administrativas
| GB  | ISO No. 3166-2:CN | Província                | Nome Chinês           | Capital  | Populaçãp (censo 2010) | Densidade | Área    | Abbreviação |    |
| --- | ----------------- | ------------------------ | --------------------- | -------- | ---------------------- | --------- | ------- | ----------- | -- |
| Hù  | 31                | Municipalidade de Xangai | 上海市 Shànghǎi Shì   | Xangai   | 23 019 148             | 3 630,20  | 6 341   | SH          | 沪 |
| Sū  | 32                | Província de Jiangsu     | 江苏省 Jiāngsū Shěng  | Nanjing  | 78 659 903             | 766,66    | 102 600 | JS          | 苏 |
| Zhè | 33                | Província de Chequião    | 浙江省 Zhèjiāng Shěng | Hangzhou | 54 426 891             | 533,59    | 102 000 | ZJ          | 浙 |
| Wǎn | 34                | Província de Anhui       | 安徽省 Ānhuī Shěng    | Hefei    | 59 500 510             | 425,91    | 139 700 | AH          | 皖 |
| Mǐn | 35                | Província de Fuquiém     | 福建省 Fújiàn Shěng   | Fucheu   | 36 894 216             | 304,15    | 121 300 | FJ          | 闽 |
| Gàn | 36                | Província de Jiangxi     | 江西省 Jiāngxī Shěng  | Nanchang | 44 567 475             | 266,87    | 167 000 | JX          | 赣 |
| Lǔ  | 37                | Província de Xantum      | 山东省 Shāndōng Shěng | Jinan    | 95 793 065             | 622,84    | 153 800 | SD          | 鲁 |

## Cidades com áreas urbanas com mais de um milhão de população
Capitais de província estão em negrito.
| #  | Cidade    | Área urbana | Área distrito | Cidade correta | Prov. | Data censos |
| -- | --------- | ----------- | ------------- | -------------- | ----- | ----------- |
| 1  | Xangai    | 20 217 748  | 22 315 474    | 23 019 196     | SH    | 2010-11-01  |
| 2  | Nanquim   | 5 827 888   | 7 165 292     | 8 003 744      | JS    | 2010-11-01  |
| 3  | Hancheu   | 5 162 093   | 6 241 971     | 8 700 373      | ZJ    | 2010-11-01  |
| 4  | Jinan     | 3 527 566   | 4 335 989     | 6 813 984      | SD    | 2010-11-01  |
| 5  | Qingdao   | 3 519 919   | 3 718 835     | 8 715 087      | SD    | 2010-11-01  |
| 6  | Sucheu    | 3 302 152   | 4 072 081     | 10 459 890     | JS    | 2010-11-01  |
| 7  | Xiamen    | 3 119 110   | 3 531 347     | 3 531 347      | FJ    | 2010-11-01  |
| 8  | Hefei     | 3 098 727   | 3 310 268     | 5 702 466      | AH    | 2010-11-01  |
| 9  | Fucheu    | 2 824 414   | 2 921 762     | 7 115 369      | FJ    | 2010-11-01  |
| 10 | Wuxi      | 2 757 736   | 3 543 719     | 6 374 399      | JS    | 2010-11-01  |
| 11 | Wenzhou   | 2 686 825   | 3 039 439     | 9 122 102      | ZJ    | 2010-11-01  |
| 12 | Liampó    | 2 583 073   | 3 491 597     | 7 605 689      | ZJ    | 2010-11-01  |
| 13 | Zibo      | 2 261 717   | 3 129 228     | 4 530 597      | SD    | 2010-11-01  |
| 14 | Changzhou | 2 257 376   | 3 290 918     | 4 592 431      | JS    | 2010-11-01  |
| 15 | Nanchang  | 2 223 661   | 2 357 839     | 5 042 566      | JX    | 2010-11-01  |
| 16 | Yantai    | 1 797 861   | 2 227 733     | 6 968 202      | SD    | 2010-11-01  |
| 17 | Xuzhou    | 1 735 166   | 1 967 214     | 8 577 225      | JS    | 2010-11-01  |
| 18 | Nantong   | 1 612 385   | 2 274 113     | 7 283 622      | JS    | 2010-11-01  |
| 19 | Huai'an   | 1 523 655   | 2 635 406     | 4 801 662      | JS    | 2010-11-01  |
| 20 | Linyi     | 1 522 488   | 2 303 648     | 10 039 440     | SD    | 2010-11-01  |
| 21 | Weifang   | 1 261 582   | 2 044 028     | 9 086 241      | SD    | 2010-11-01  |
| 22 | Huainan   | 1 238 488   | 1 666 826     | 2 333 896      | AH    | 2010-11-01  |
| 23 | Taizhou   | 1 189 276   | 1 902 510     | 5 968 838      | ZJ    | 2010-11-01  |
| 24 | Jinjiang  | 1 172 827   | 1 986 447     | ver Quanzhou   | FJ    | 2010-11-01  |
| 25 | Chincheu  | 1 154 731   | 1 435 185     | 8 128 533      | FJ    | 2010-11-01  |
| 26 | Yancheng  | 1 136 826   | 1 615 836     | 7 262 200      | JS    | 2010-11-01  |
| 27 | Tai'an    | 1 123 541   | 1 735 425     | 5 494 207      | SD    | 2010-11-01  |
| 28 | Kunshan   | 1 118 617   | 1 644 860     | ver Suzhou     | JS    | 2010-11-01  |
| 29 | Wuhu      | 1 108 087   | 1 307 042     | 2 263 123      | AH    | 2010-11-01  |
| 30 | Putian    | 1 107 199   | 1 953 801     | 2 778 508      | FJ    | 2010-11-01  |
| 31 | Yangzhou  | 1 077 531   | 1 392 563     | 4 460 066      | JS    | 2010-11-01  |
| 32 | Cixi      | 1 059 942   | 1 462 383     | ver Ningbo     | ZJ    | 2010-11-01  |
| 33 | Jiangyin  | 1 013 670   | 1 595 138     | ver Wuxi       | JS    | 2010-11-01  |